# Rodovia Interpraias
A Rodovia Interpraias ou Avenida Interpraias, oficialmente denominada Linha de Acesso às Praias Rodesindo Pavan, é uma rodovia cênica localizada no litoral de Santa Catarina. Possui 14 quilômetros de extensão, e liga Itapema à Balneário Camboriú.
A rodovia inicia no quilômetro 136 da BR-101, próximo ao túnel Morro do Boi. Ao todo, seis praias são interligadas pela via: Estaleirinho, Estaleiro, Pinho, Taquaras, Taquarinhas e Laranjeiras.